# 夜ごとの夢
『夜ごとの夢』（よごとのゆめ）は、1933年に公開された成瀬巳喜男監督の日本のサイレント映画。
この映画は、大恐慌時代の日本で息子を養うためにバーのホステスとして働くシングルマザーの奮闘している姿を描いている。

## プロット
おみつ（栗島すみ子）は、係留中の船乗りを楽しませる港のバーでホステスとして働いている。おみつは息子の文坊（小島照子）を一人で支え、ベビーシッターをしている夫婦（新井淳と吉川満子）と同じアパートに住んでいる。
ある日、疎遠になった夫の水原（斎藤達雄）が、息子に会いにやってくる。水原はおみつに和解するように説得する。水原は家族の世話をするつもりだと宣言するが、病気がちで、仕事を見つけることができない。
ある日、遊んでいた文坊が車にひかれ、負傷していて入院が必要になる。

## スタッフ
以下のスタッフ名等は特に記載がない限りKINENOTEに従った。
- 監督 - 成瀬巳喜男
- 脚本 - 池田忠雄
- 原作 - 成瀬巳喜男
- 撮影 - 猪飼助太郎
- 主題歌 - ｢ほんとにさうなら｣ [4] 作詞 久保田宵二[2]、作曲 古賀政男[2]
- 現像 - 納所歳巳[2]

## キャスト

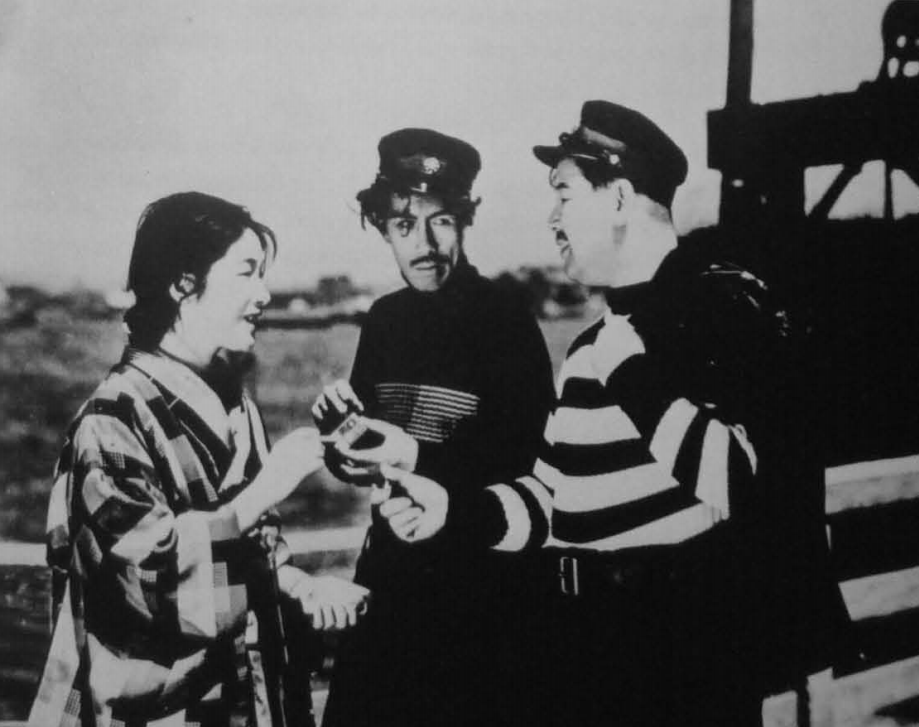
左から栗島すみ子、小倉繁、大山健二

以下の出演者名と役名はallcinemaに従った。
- 栗島すみ子 - おみつ
- 斎藤達雄 - おみつの夫、水原
- 小島照子 - おみつの息子、文坊
- 新井淳 - 隣りの人
- 吉川満子 - その妻
- 坂本武 - 船長
- 大山健二 - 船員
- 小倉繁 - 船員
- 飯田蝶子 - 女将
- 沢蘭子 - おみつの友達
- 雲井ツル子 - 女給
- 若水照子 - 女給
- 仲英之助 - 医者
- 大国一郎 - 人事係
- 西村青児 - 刑事
- 谷麗光 - 守衛

## 受賞歴
- 1933年度 第10回キネマ旬報日本映画ベスト・テン3位 『夜ごとの夢』（成瀬巳喜男監督）[5]